# ПСФК Черноморец Бургас (София)
Вижте пояснителната страница за други значения на Черноморец.
ПСФК Черноморец Бургас е бивш футболен клуб от София, образуван след закупуване на лиценза на ФК Конелиано (Герман), с цел да наследи ФК Черноморец (Бургас).
През сезон 2006/07 отборът играе част от домакинските си срещи на националния стадион „Васил Левски“, а другата част – на стадиона на отбора гост.

## История
През лятото на 2006 г. ФК Конелиано (Герман) е де-факто закупен от собственика на ФК Черноморец (Бургас) – Ивайло Дражев, и преструктуриран в ПСФК Черноморец Бургас (София). Треньор на отбора става Иван Атанасов, който е начело на тима до края на есенния полусезон, а на неговото място през пролетния полусезон е назначен Христо Георгиев. ДЮШ на ФК Конелиано (младежи) е запазен с президент Георги Кръстев – Джеки и треньор Христо Георгиев. Преди това, отборът на ФК Конелиано завършва втори в Западна Б футболна група през сезон 2005/06 и спечелва промоция за А ПФГ, след победа в бараж срещу ФК Марица (Пловдив). След началото на сезона ПСФК Черноморец е наказан от БФС с лишаване от 3 точки от своя актив, след служебната загуба от Левски в първия кръг на първенството.
В единствения си сезон в А група отборът записва актив от 0 победи, 1 равенство и 29 загуби, като единствената точка е записана на 1 октомври 2006 г. в домакински мач от 8-ия кръг срещу Литекс (Ловеч), завършил 0:0. Черноморец Бургас (София) регистрира куп антирекорди, сред които най-малък точков актив (-2 точки) и най-много допуснати голове (131). Отборът завършва на последното 16-о място и следва да отпадне в Б група, но впоследствие не получава лиценз за нея и е изваден във В футболна група. През лятото на 2007 г. отборът сменя името си на ФК Черноморец Бургас България (Бургас), но не започва подготовка и е разформирован и закрит. През следващия сезон ФК Конелиано (Герман) възстановява нормалното си самостоятелно съществуване.

## Състав
Вратари
- 1. Костадин Георгиев
- 12. Ахмед Белбер

Защитници
- 4. Йордан Йорданов
- 6. Алексей Степанов
- 21. Петър Манолов
- 13. Владислав Богданов
- 22. Георги Бомбов
- 2. Галин Камбуров
- 16. Мартин Димов

Полузащитници
- 19. Горан Мохамед
- 7. Иван Руменов Георгиев
- 14. Йордан Кузов
- 17. Лъчезар Манов
- 20. Ради Радев
- 5. Ивайло Върбанов
- 8. Калоян Зарчов
- 10. Йосиф Шутев

Нападатели
- 23. Денис Хабил
- 9. Райчо Раев
- 11. Димитър Найденов
- 18. Димитър Петров

## Известни футболисти
- Мирослав Манолов
- Йордан Върбанов
- Мартин Димов
- Николай Годжев
- Петър Николов
- Георги Владимиров
- Асен Бербатов
- Димитър Радин
- Адриян Олегов
- Герасим Заков
- Красен Вълков
- Ангел Йошев
- Евгени Курдов
- Петър Златков
- Симеон Атанасов
- Румен Трифонов
- Йосиф Шутев
- Николай Ценковски
- Владимир Зафиров

## Успехи
- 16 място в А група: 2006/07